# ألبار مساروس
ألبار مساروس (بالرومانية: Alpar Meszaros)‏ هو مدرب كرة قدم ولاعب كرة قدم روماني في مركز الدفاع، ولد في 22 نوفمبر 1964 في كلوج نابوكا في رومانيا. لعب مع جامعة كلوج ودينامو بوخارست.